# Alta velocitat ferroviària

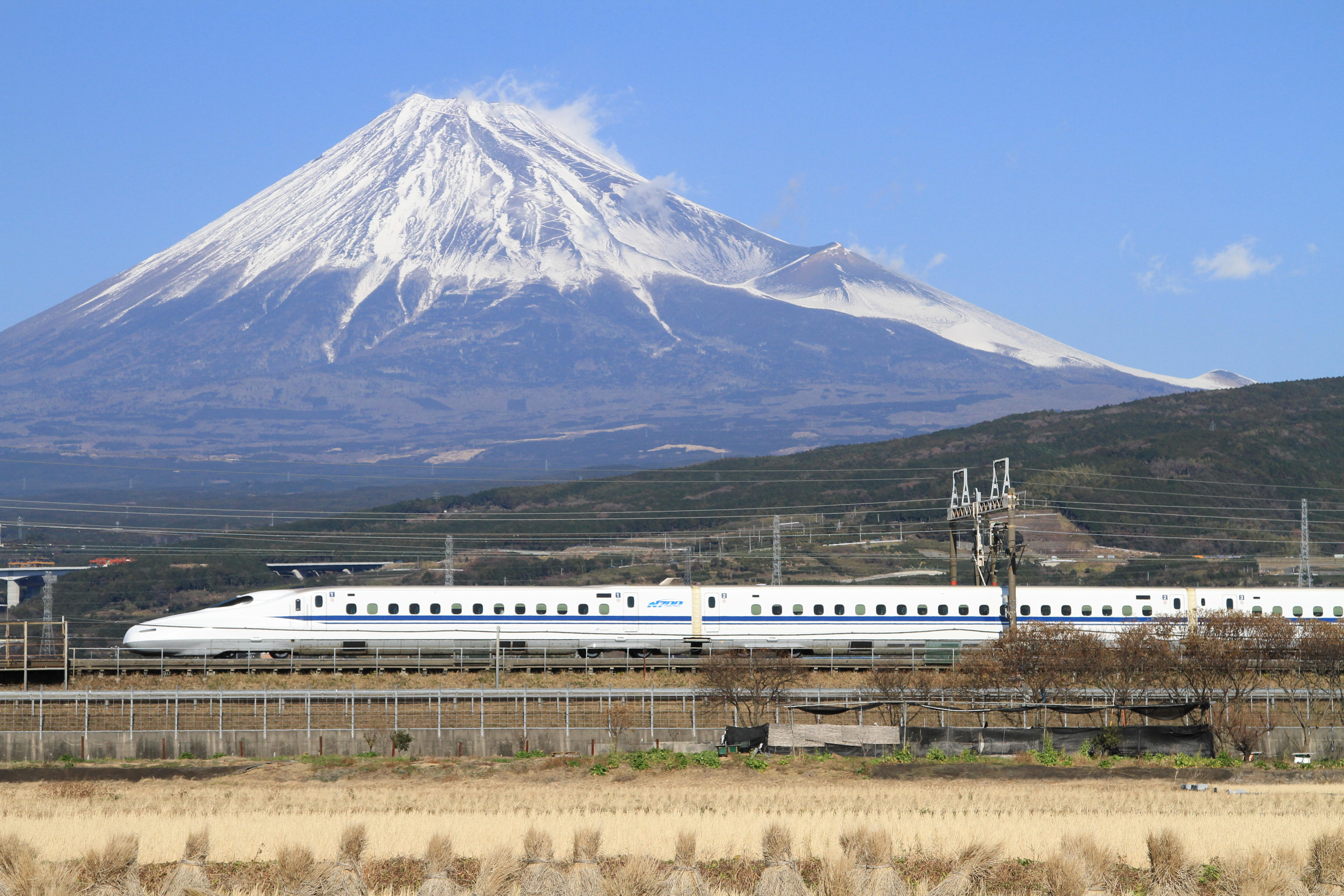
La línia d'alta velocitat Tōkaidō Shinkansen al Japó, amb el mont Fuji al fons. El Tokaido Shinkansen, que connecta les ciutats de Tòquio i Osaka, va ser la primera línia ferroviària d'alta velocitat del món.

L'alta velocitat ferroviària és un tipus de sistema ferroviari que funciona significativament més ràpid que el ferrocarril tradicional, utilitzant un sistema integrat de material rodant especialitzat i vies dedicades. Tot i que no hi ha cap estàndard únic que s'apliqui a tot el món, les línies construïdes per manejar velocitats superiors a 250 km/h (155 mph) o línies actualitzades de més de 200 km/h (124 mph) es consideren majoritàriament d'alta velocitat. El primer sistema ferroviari d'alta velocitat, el Tōkaidō Shinkansen, va començar a operar al Japó el 1964 i va ser conegut com el tren bala.
El ferrocarril d'alta velocitat (transport) o tren d’alta velocitat (TAV) és un ferrocarril que circula a velocitats mitjanes superiors a 200 km/h per línies d’alta velocitat. Actualment, tant el material mòbil com les línies més modernes permeten que el ferrocarril d’alta velocitat arribi fins a 350 o 400 km/h amb gran seguretat.
Els trens d'alta velocitat operen majoritàriament en vies d'ample estàndard de via soldada contínua en drets de pas separats per nivells amb grans radis per les corves. No obstant això, certes regions amb vies més amples, com Rússia i Uzbekistan, han intentat desenvolupar una xarxa ferroviària d'alta velocitat en ample rus. No hi ha trens d'alta velocitat de via estreta; el més ràpid és el Cape Gauge Spirit of Queensland a 160 km/h (99 mph).
Molts països han desenvolupat, o estan construint actualment, infraestructura ferroviària d'alta velocitat per connectar les principals ciutats, com Àustria, Bèlgica, Xina, Dinamarca, Finlàndia, França, Alemanya, Índia, Indonèsia, Iran, Itàlia, Japó, Laos, el Marroc, etc. Països Baixos, Noruega, Polònia, Portugal, Rússia, Aràbia Saudita, Sèrbia, Corea del Sud, Espanya, Suècia, Suïssa, Taiwan, Turquia, Regne Unit, Estats Units i Uzbekistan. Només a Europa i Àsia el ferrocarril d'alta velocitat travessa les fronteres internacionals.

Un Frecciarossa 1000 a Itàlia fa la línia de Florència a Roma. Aquesta va ser la primera línia d'alta velocitat d'Europa.

El ferrocarril d'alta velocitat és el mètode de transport comercial terrestre més ràpid i eficaç, però, a causa de la rectitud necessària de la via i la complexitat tecnològica general, el ferrocarril d'alta velocitat és més costós que el ferrocarril tradicional, sovint poc finançat fora de les zones denses malgrat els seus beneficis. Una excepció notable a aquest obstacle és la Xina, que ha construït més de 37,900 km (23,500 mi) de ferrocarril d'alta velocitat, que representen més de dos terços del total mundial. A més, la Xina té el ferrocarril d'alta velocitat convencional més ràpid en funcionament regular, amb el ferrocarril d'alta velocitat Beijing-Xangai que arriba fins a 350 km/h (217 mph). El govern xinès ha utilitzat la construcció del ferrocarril d'alta velocitat com a projecte d'obres públiques, amb la majoria de línies fora de les principals rutes costaneres. Així, la Xina està superant àmpliament la resta del món en el ferrocarril d'alta velocitat, malgrat la càrrega econòmica sense retorn que suposa.
Molts operadors de ferrocarril d'alta velocitat opten per abandonar completament l'aspecte de "rails", optant per la tecnologia maglev. Per exemple, el tren maglev de Xangai, inaugurat el 2004, és el maglev comercial de passatgers més ràpid en funcionament, amb 431 km/h (268 mph). No obstant això, el ferrocarril tradicional és físicament capaç d'assolir aquestes velocitats. L'any 2007, un tren TGV Euroduplex va batre un rècord de 574.8 km/h (357,2 mph), el que el converteix en el tren de rodes convencional més ràpid del món. El Chuo Shinkansen al Japó és una línia maglev en construcció des de Tòquio fins a Osaka a velocitats comercials de 505 km/h (314 mph), amb operacions previstes per començar el 2027. El 2020, la Xina va començar a provar un prototip de tren maglev que circula a 600 km/h i va planificar una data de llançament el 2025. L'ús de la suspensió magnètica per als trens ofereix beneficis d'eficiència considerables a alta velocitat sense fricció de les rodes de gir. La tecnologia és altament eficient quan la velocitat és l'únic objectiu, però el cost de la creació d'un nou tipus d'infraestructura acostuma a aturar els desenvolupaments.

## Trens més ràpids del món
El rècord mundial de velocitat en ferrocarril va ser establert el 21 d'abril del 2015 pel tren bala japonès Shinkansen Sèrie L0, que va aconseguir una velocitat màxima de 603 km/h. A Europa, el rècord està en mans de la companyia francesa SNCF, el tren TGV del qual va registrar una velocitat de 574 km/h. Aquests són els trens més ràpids del món circulant actualment:
- Shanghai Maglev (Xina): 430 km/h
- TGV (França): 320 km/h
- ICE 3 (Alemanya): 320km/h
- E5 y E6 Shinkansen (Japó): 320 km/h
- Ave (Espanya): 310 km/h
- Frecciarossa (Italia): 300 km/h[12]

## Definicions
A tot el món s'utilitzen múltiples definicions de ferrocarril d'alta velocitat.
La Directiva de la Unió Europea 96/48/CE, annex 1 (vegeu també Xarxa ferroviària transeuropea d'alta velocitat) defineix el ferrocarril d'alta velocitat en termes de:
Infraestructura
via construïda especialment per a viatges a gran velocitat o especialment actualitzada per a viatges a gran velocitat.
Límit de velocitat mínima
Velocitat mínima de 250 km/h (155 mph) en línies especialment construïdes per a alta velocitat i d'uns 200 km/h (124 mph) a les línies existents que s'han millorat especialment. Això s'ha d'aplicar com a mínim a un tram de la línia. El material mòbil ha de poder assolir una velocitat d'almenys 200 km/h per considerar-se alta velocitat.
Condicions de funcionament
El material mòbil s'ha de dissenyar juntament amb la seva infraestructura per a una completa compatibilitat, seguretat i qualitat de servei.
La Unió Internacional de Ferrocarrils (UIC) identifica tres categories de ferrocarril d'alta velocitat:
Categoria I
Nous traçats especialment construïts per a altes velocitats, que permeten una velocitat màxima de circulació d'almenys 250 km/h (155 mph) .
Categoria II
Pistes existents especialment millorades per a altes velocitats, que permeten una velocitat màxima de circulació d'almenys 200 km/h (124 mph) .
Categoria III
Pistes existents especialment millorades per a altes velocitats, que permeten una velocitat màxima de circulació d'almenys 200 km/h, però amb alguns trams amb una velocitat permesa inferior (per exemple per limitacions topogràfiques, o pas per zones urbanes).
Una tercera definició de ferrocarril d'alta i molt alta velocitat (Demiridis & Pyrgidis 2012) requereix el compliment simultani de les dues condicions següents:
1. Velocitat de carrera màxima assolible superior a 200 km/h (124 mph) o 250 km/h (155 mph) per a molt alta velocitat,
2. Velocitat mitjana de marxa pel corredor superior a 150 km/h (93 mph) o 200 km/h (124 mph) per a una velocitat molt alta.

La UIC prefereix utilitzar "definicions" (plural) perquè considera que no hi ha una definició estàndard única de ferrocarril d'alta velocitat, ni tan sols un ús estàndard dels termes ("alta velocitat", o "molt alta velocitat"). Fan ús de la Directiva Europea CE 96/48, que estableix que l'alta velocitat és una combinació de tots els elements que constitueixen el sistema: infraestructura, material mòbil i condicions d'explotació. La Unió Internacional de Ferrocarrils afirma que el ferrocarril d'alta velocitat és un conjunt de característiques úniques, no només un tren que viatja per sobre d'una velocitat determinada. Molts trens de tracció convencional poden arribar als 200 km/h (124 mph) en servei comercial, però no es consideren trens d'alta velocitat. Aquests inclouen els francesos SNCF Intercités i alemanys DB IC.
El criteri de 200 km/h (124 mph) respon a diversos motius; per sobre d'aquesta velocitat, els impactes dels defectes geomètrics s'intensifiquen, es redueix l'adhesió a la via, la resistència aerodinàmica augmenta molt, les fluctuacions de pressió dins dels túnels causen molèsties als passatgers i es fa difícil per als conductors identificar la senyalització de la pista. L'equip de senyalització estàndard sovint es limita a velocitats inferiors a 200 km/h (124 mph), amb els límits tradicionals de 127 km/h (79 mph) als EUA, 160 km/h (99 mph) a Alemanya i 125 mph (201 km/h) a Gran Bretanya. Per sobre d'aquestes velocitats, el control positiu del tren o el sistema europeu de control de trens esdevenen necessaris o legalment obligatoris.
Els estàndards nacionals poden variar dels internacionals.

## Requisits tècnics
Article principal: Línia d'alta velocitat
Les infraestructures per on han de circular els ferrocarrils d'alta velocitat han de tenir uns paràmetres de qualitat estrictes, com són:
- amplis radis de corba situats entre 4.000 i 7.000 metres
- rampes màximes que no superin 12,5 mil·lèsimes
- túnels de gran secció per a reduir els efectes aerodinàmics
- gran separació entre les vies (entrevia de 4,7 a 5 metres)
- construcció estanca de les caixes del vehicle per a evitar molèsties als viatgers a causa de les variacions brusques de pressió que es produeixen a l’entrada dels túnels i en encreuar-se dos trens.

El ferrocarril d'alta velocitat combina molts elements diferents que constitueixen un “sistema total i integrat”:
- una infraestructura per a noves línies dissenyada per a velocitats de 250 km/h i més;
- línies actuals actualitzades per a velocitats de fins a 200 o fins i tot 220 km/h, incloses les línies d'interconnexió entre trams d'alta velocitat;
- el material rodant, especialment dissenyat específicament per a conjunts de trens;
- telecomunicacions, senyalització, condicions d'operació i equips.[16]

S'espera que la tecnologia tingui una gran influència en el desenvolupament de les infraestructures de gran velocitat durant els propers 20 anys.

## Transport alternatiu i competitiu
El tren d’alta velocitat és un mitjà de transport alternatiu i molt competitiu respecte de l’avió, especialment per a distàncies de 300 a 900 km. La Comissió Europea i la Unió Internacional de Ferrocarrils (UIC), per les sigles en francès) classifiquen com a trens d'alta velocitat aquells que arriben o superen els 250 km/h. Tot i que els trens més ràpids del món circulen al Japó, Europa compta amb el 60% de les línies ferroviàries d'alta velocitat de tot el món. El 40% restant se'l reparteixen entre Àsia (30%), Amèrica i Àfrica (10%). Amb 3.152 quilòmetres de vies, Espanya és, sens dubte, el país amb la xarxa d'alta velocitat més gran del continent europeu.

## Sostenibilitat ambiental
La creixent consciència mediambiental ha donat lloc a un canvi en els hàbits de mobilitat dels clients i ha revifat la demanda d'alternatives de transport baixes en carboni, com ara els viatges en tren de llarga distància. Amb més passatgers que opten per viatjar de manera sostenible. El tren d'alta velocitat sovint es descriu com el mode de transport del futur per moltes raons.[…] La tendència evolutiva actual de la xarxa mundial de trens d'alta velocitat mostra un augment molt brusc de la longitud de la xarxa als països asiàtics. El desenvolupament i la implementació de línies d'alta velocitat s'està estudiant a totes les regions del món.
Com que molts trens d'alta velocitat també són compatibles amb la xarxa convencional, el terme "trànsit d'alta velocitat" també s'utilitza freqüentment per als moviments d'aquests trens en línies convencionals, però a velocitats inferiors a les permeses en les infraestructures d'alta velocitat.
Més de tres mil milions de passatgers viatgen en trens d'alta velocitat cada any. El ferrocarril d'alta velocitat continua desenvolupant-se arreu del món; ara hi ha gairebé 56.000 km de línies en funcionament a tot el món. En 30 anys, aquesta xifra s'haurà duplicat almenys.

## Passatgers
El nombre d'usuaris del ferrocarril d'alta velocitat ha anat augmentant ràpidament des de l'any 2000. A principis de segle, la part més gran de l'usuari es trobava a la xarxa Shinkansen japonesa. L'any 2000, el Shinkansen era responsable d'aproximadament el 85% de l'afluència mundial acumulada fins a aquest moment. Això ha estat progressivament superat per la xarxa ferroviària d'alta velocitat xinesa, que ha estat el principal contribuent al creixement global de la població des dels seus inicis. A partir del 2018, el nombre de viatgers anuals de la xarxa ferroviària d'alta velocitat xinesa és cinc vegades més gran que el del Shinkansen.
| Any  | HSR             | Companyies aèries |
| ---- | --------------- | ----------------- |
| 2000 | 435             | 1,674             |
| 2005 | 559             | 1,970             |
| 2010 | 895             | 2,628             |
| 2012 | 1,185           | 2,894             |
| 2014 | 1,470           | 3,218             |
| 2016 | ~2,070 (prelim) | 3,650             |

| País          | Passatge (milions) | Passatgers-km (bilions) | Any  |
| ------------- | ------------------ | ----------------------- | ---- |
| Xina          | 2357.7             | 774.7                   | 2019 |
| Japó          | 354.6              | 99.3                    | 2019 |
| Rússia        | 156.7              | 6.2                     | 2019 |
| França        | 125.9              | 60.0                    | 2019 |
| Alemanya      | 99.2               | 33.2                    | 2019 |
| Taiwan        | 67.4               | 12.0                    | 2019 |
| Corea del Sud | 66.1               | 16.0                    | 2019 |
| Itàlia        | 59.7               | 21.1                    | 2019 |
| Espanya       | 41.2               | 16.1                    | 2019 |
| Estats Units  | 12.7               | 3.4                     | 2019 |
| Suècia        | 11.6               | 3.9                     | 2019 |
| Turquia       | 8.3                | 2.7                     | 2019 |

## Quilòmetres per regions continentals
| regió/països amb línies                              | quilòmetres operatius | en construcció | projectats i aprovats | només projectats | total   |
| ---------------------------------------------------- | --------------------- | -------------- | --------------------- | ---------------- | ------- |
| Àfrica (3)                                           | 186                   | -              | 2,010                 | 2,690            | 4,886   |
| Orient Mitjà (1)                                     | 1,173                 | 3,079          | 2,146                 | 1,831            | 9,572   |
| Europa (19)                                          | 11,819                | 2,405          | 5,399                 | 3,482            | 23,241  |
| Àsia-Pacífic (17)                                    | 42,217                | 16,515         | 7,357                 | 18,320           | 86,235  |
| Amèrica del Nord (3)                                 | 735                   | 563            | 1,869                 | 6,044            | 7,688   |
| Amèrica del Sud (2)                                  | -                     | -              | -                     | 638              | 180     |
| TOTAL(44 països amb línies operatives o projectades) | 56,129                | 22,562         | 18,781                | 33,005           | 131,803 |

## Història

### Segles XIX – XX: Del naixement del ferrocarril a l'alta velocitat
Des dels orígens del ferrocarril a Europa, durant la Revolució Industrial a principis del segle xix, la velocitat dels trens de viatgers va ser fonamental per a la competència, no necessàriament amb altres modes de transport, sinó amb altres companyies ferroviàries. També va aportar proves concretes del desenvolupament tecnològic als països més avançats d'aquella època. Si l'any 1829 els 50 km/h assolits per la impressionant locomotora "Rocket" de George Stephenson es consideraven comprensiblement com un ferrocarril d'alta velocitat, no va trigar gaire a aconseguir rendiments encara més impressionants: 100 km/h abans de 1850, 130 km/h el 1854, i fins i tot 200 km/h a principis del segle xx. […] La velocitat màxima en l'operació d'ingressos era molt més modesta, però tanmateix important. A la dècada de 1930, les velocitats màximes i mitjanes entre dues ciutats utilitzant energia de vapor, elèctrica o dièsel eren de 180 km/h i 135 km/h respectivament. No obstant això, l'aparició d'altres modes de transport, com l'aviació (més ràpid) i els cotxes privats (desplaçaments privats punt a punt en qualsevol moment), van impulsar els ferrocarrils a prendre altres mesures per a mantenir-se al dia amb la competència.

### 1964: Naixement de Shinkansen
Després d'uns importants rècords de velocitat a Europa (a Alemanya, Itàlia, el Regne Unit i sobretot a França – 331 km/h el 1955), el món es va sorprendre quan, l'1 d'octubre de 1964, els ferrocarrils nacionals japonesos van començar a operar una nova marca, 515 km, línia d'ample estàndard (1.435 mm, a diferència de les línies convencionals d'ample construïdes anteriorment al Japó): el Tokaido Shinkansen, des de Tòquio Central fins a Shin Osaka. Aquesta línia pretenia dotar el sistema de transport d'una capacitat proporcional al creixement impressionantment ràpid de l'economia japonesa. JNR (Ferrocarrils Nacionals japonesos) va promoure el concepte no només d'una nova línia, sinó d'un nou sistema de transport, que més tard es va estendre a la resta del país i es va convertir en la columna vertebral del transport de passatgers per a les generacions futures al Japó. Tokaido Shinkansen va ser concebut per funcionar a 210 km/h (això es va augmentar posteriorment), amb un ampli eix de càrrega, unitats de motor elèctric alimentades a 25 kV AC, control automàtic de trens (ATC), control centralitzat de trànsit (CTC) i altres millores tecnològiques. Aleshores va néixer el tren d'alta velocitat.

### 1964 – 1981: L'arribada del TGV
Després del gran èxit tècnic i comercial de Shinkansen, diversos països europeus, especialment França, Alemanya i Itàlia, van desenvolupar noves tecnologies i innovacions destinades a superar la caiguda de les quotes de mercat ferroviari. Malgrat un futur incert (introducció del Concorde, oposició política, primera crisi del petroli el 1973, etc.), la SNCF, la companyia ferroviària nacional francesa, va iniciar l'explotació de la primera línia d'alta velocitat entre París i Lió el 27 de setembre de 1981, a un velocitat màxima de 260 km/h. El nou tren d'alta velocitat europeu va proliferar ràpidament i va ampliar els seus serveis, gràcies a la seva interoperabilitat amb la xarxa ferroviària existent.

### 1981 – 2018: l'alta velocitat s'estén per tot el món
Encoratjats per aquestes històries d'èxit francesos i japonesos, diversos països europeus van començar a buscar establir una nova generació de serveis ferroviaris de viatgers competitius de llarga i mitjana distància, ja sigui desenvolupant la seva pròpia tecnologia o important-la. Itàlia i Alemanya el 1988, Espanya el 1992, Bèlgica el 1997, el Regne Unit el 2003 i els Països Baixos el 2009 es van unir al club de països que ofereixen serveis ferroviaris d'alta velocitat a Europa. Mentrestant, alguns casos similars van aparèixer en altres països i regions, com la Xina el 2003, Corea del Sud el 2004, Taiwan el 2007 i Turquia el 2009. Després de la posada en funcionament de la línia d'alta velocitat de 120 km de Pequín a Tianjin l'agost de 2008., la Xina va canviar d'escala i es va avançar cap a una estratègia molt més àmplia amb la implementació de més de 20 000 km de noves línies d'alta velocitat i l'adquisició de més de 1 200 grups de trens, i finalment en va prendre el lideratge mundial.
Seguint l'exemple de la Xina, molts nous sistemes d'alta velocitat estan ara en desenvolupament, en construcció o tot just comencen a operar (Marroc, Aràbia Saudita, EUA, etc.), demostrant que HSR pot funcionar a tot el món independentment de la geografia, la demografia, el clima., el context econòmic i polític, i la cultura del país.

### El ferrocarril o tren de levitació magnètica
Per la seva banda, als anys trenta, Alemanya patentà una tecnologia que es caracteritza perquè els trens, que utilitzen els camps magnètics com a via i element de propulsió, es mantenen a 10 mm sobre l’estructura mentre circulen a 400 km/h. Aquest tren de levitació magnètica, l’anomenat Transrapid, que havia estat objecte de diverses proves satisfactòries, l’any 1984 fou arraconat. El 2001, però, el govern xinès signà un conveni amb els fabricants alemanys per posar en marxa una línia amb aquesta tecnologia entre la ciutat de Xangai i l’aeroport de Pudong, en funcionament des del 2004.

## El ferrocarril d'alta velocitat a l'Estat Espanyol
Article principal: Alta velocitat a Espanya
A l’Estat espanyol, la línia Madrid-Sevilla fou la primera condicionada per a la circulació dels trens AVE (Alta Velocidad Española), fabricats per l’empresa francesa Gec Alsthom, amb motiu de l'Exposició Universal de Sevilla (1992), i en les proves assolí una velocitat de 356,8 km/h. És un tren d’alta velocitat derivat del TGV atlàntic. RENFE disposa, a més, dels Euromed, els Alaris i els TALGO. Els Euromed foren construïts per la mateixa Gec Alsthom (Alstom en l'actualitat) i altres empreses, i realitzen el trajecte Barcelona-Alacant. Són una continuació dels trens AVE, sèrie 100, però adaptats a la xarxa general de RENFE. Arriben a una velocitat màxima de 220 km/h. Els Alaris fan el trajecte Madrid-València en un temps de tres hores i mitja, amb servei a Albacete i Xàtiva.

### Enllaç amb França
El 1995 foren contractades les obres del TAV Barcelona-Madrid, línia ferroviària entre la capital del Principat i França a través de Perpinyà, a partir de l’any 2004. Al febrer del 2008 entrà en funcionament la línia Barcelona-Madrid i al desembre de 2010 entrà en servei el TAV Madrid-València, que feia el trajecte amb una hora i mitja. Al juliol de 2011 el govern espanyol suspengué el tram Toledo-Albacete a causa de la magnitud de les pèrdues.
Paral·lelament a la gradual configuració d’una xarxa ferroviària espanyola d’alta velocitat de concepció eminentment radial, des de sectors empresarials, sobretot catalans i valencians, es reivindicà la construcció de l’anomenat Corredor Mediterrani per connectar el litoral oriental peninsular i Europa, amb l’argument que aquesta era la regió més dinàmica i productiva de l’Estat (més del 60% del PIB). Amb aquest objectiu, l’any 2004 es creà FERRMED, organització d’empreses de la regió amb la voluntat d’influir sobre els governs estatals i les institucions de la UE per a la construcció d’aquesta xarxa.
El 1996 s'inaugurà el trajecte Perpinyà-París, amb parada a Narbona, bé que inicialment el tram fins a Valença es feia sobre via convencional. Posteriorment, al desembre de 2010 entrà en servei la línia Figueres-París, amb escala a Perpinyà, Narbona, Montpeller i Nimes. La durada total del trajecte era de cinc hores i mitja.